# 堂本剛の正直しんどい
『堂本剛の正直しんどい』（どうもとつよしのしょうじきしんどい）は、2002年10月10日から2009年10月1日までテレビ朝日系列（福島放送を除く）で放送されていたバラエティ番組。MCは堂本剛。
ゲストと剛がロケを行いスタジオでそのVTRを観る、というスタイルで放送される。オープニングは剛によるゲストの紹介や総評的な話から始まり、時折VTRを止めて剛自身やゲスト・スタッフ等に対してチェックやダメ出しをしつつ進んでいく。
2008年7月3日放送分からハイビジョン制作へ移行となった。ちなみに、ネオネオバラエティ枠の番組では最後のハイビジョン制作移行であった。

## 概要
タイトルは当時の剛の口癖「正直〜」「しんどい」「帰りたい」から選んでくっつけたもの（そのため、2007年2月に「今なら『堂本剛の若干斬新』『堂本剛のざっくばらんに斬新ですけど』とかになるんですか」とKinKi Kidsのラジオ番組に視聴者から質問が来たことがあり、剛も笑いながら否定はしなかった。もちろん番組名が変わる予定はなかった）。
番組放送開始からしばらくは「芸能界の友達を作ろう」という意図により、毎回ゲストを1人迎え、女性なら恋人（デート）・男性なら友人という基本設定で進行され、時折スペシャルとして男女数人によるイベント的な催しが行われていた。この時期のゲストは女優や女性アーティストが多く、ありがちな映画やドラマ・新譜の宣伝なども余り見られなかった。また、番組の最後にゲストから剛に届いたメールが紹介されていた。
その後「男女数人によるイベント」から派生したと思われるゲーム企画などで、お笑いコンビ+女性タレントといった複数ゲストを迎えることが徐々に増え、現在ではそこから派生した各種企画と、従来の1人ゲストの発展形となる「しんどいWalker」や「○○デート」など、幾つかの企画が順番に行われるようになっている。また内容の変化と時期を同じくして、女優の出演は番宣などに限られるようになり、代わってグラビア出身の女性タレントの出演が増え、番組最後のメール紹介も無くなった。更に特定ゲストが繰り返し登場する現象も顕著化し、既に数人の準レギュラーとも言える常連ゲストが誕生している（下記の登場回数を参照）。
年に3回（春・秋・冬）スペシャルが放送され、2006年1月6日（0:40 - 4:55）には深夜30分番組としては異例の特別番組『堂本剛の夜明けまでしんどい』4時間生放送スペシャルを放送（テレビ朝日、九州朝日放送の2局）、2007年1月4日と2008年1月3日（共に1:10 - 4:25）にも『堂本剛の朝までしんどい』を生放送（テレビ朝日、北海道テレビ、静岡朝日テレビ、メ〜テレ、広島ホームテレビ、山口朝日放送の6局）した。
2009年8月13日放送分で、アーティスト剛紫としての、横浜アリーナと薬師寺でのライブの模様が放送され、初のステレオ放送が行われた。
番組の最後にスタッフの名前を並べる時、「カメラ」「音声」など肩書きを付けず、「お手伝い」としてひとまとめにして出している。
放送第1回から最終回まで、提供クレジット枠が表示された(ローカルセールス枠のため、各局におけるスポンサーの有無は異なる)後、20分以上経過するまで一度もCMが流れないという時間編成を維持し続けた。
2009年秋の改編で0時台に帯枠の情報番組「お願い!ランキング」が放送開始されるため、当番組は同年10月1日放送分をもって終了し、7年間の歴史に幕を下ろした（ただし、遅れネットの系列局があるため、最終回は各地で異なる）。
当番組終了後、堂本剛司会の番組は同年10月6日より毎週木曜日1:21 - 1:36（水曜日深夜）枠に移動し『24CH△NNEL』がスタートした。ただし、当番組より15分短縮され15分間の番組となる。

## 主な企画

### しんどいWalker（○○ウォーカー）
- 1つのテーマや街に沿って、事前に公式サイトで募った視聴者からの情報を元に、様々な場所を巡る。

### ○○デート
- 特定の状況（○○）の元で、剛と女性ゲストがデートを行う企画。現在の各種企画が始まる前の番組スタイルに最も近い。設定される状況は夜間（深夜デートなど）となる場合が多い。

### 連続しんどい
- 剛とゲストが協力して、縄跳び、あっちむいてホイ等、番組から出されたゲームをクリアする。
- 当初は1回の放送で2〜3ゲームをやっていたが、現在に以下の2企画（の中から1企画）で固定化されている。

連続値段アップ
- お品書きに書かれている料理（料理以外の場合もある）の中から、前の人が選んだ料理よりも値段が高いものを選んでいく。

連続ボウリング
- 1人1投ずつ順番に投げて、倒した本数が重複しないように、1 - 10本倒しの10パターンを全て成し遂げる。
- 既に倒した本数と同じ本数を倒した（重複した）またはガターで失敗。最初からやり直しとなる。

### 売れ残るのは誰だ
- 出されたテーマ（オタクが好きそうなグラビアアイドルのポーズ、女の子が喜ぶスイーツ）に対して、剛とゲストが創作。
- それを、創作者の人数より1人少ない客が審査。各自が気に入った作品を1つ手に取り、最後まで手に取ってもらえなかった作品の制作者は罰ゲーム。

### 5手でクリア
- 剛とゲスト4人が協力して、番組から出された課題を5手（1人1手）でクリアする。
  - 芸人コンビ等が参加してゲストが5人以上になった場合、ゲームに参加しないゲストが進行役を務める。

### 正直どやねん
- 視聴者から寄せられた「素朴な疑問」をゲスト（複数）と共に検証する企画。
- 一回の放送で複数の疑問が取り上げられ検証されるが、それぞれの検証毎に出演ゲストが異なる場合がある。

### つよ散歩
- 同局で放送されている「ちい散歩」のパロディー。

### しんどい世界遺産
- (1)「岐阜編」、(2)「奈良編」、(3)「熊野古道編」
- ちなみにゲストは3回ともに、キングコングの西野亮廣。

## 各地の放送時間・ネット局
| 放送対象地域   | 放送局                   | 系列           | 放送日時                     | 備考       |
| -------------- | ------------------------ | -------------- | ---------------------------- | ---------- |
| 関東広域圏     | テレビ朝日（EX）         | テレビ朝日系列 | 木曜 0:15 - 0:45（水曜深夜） | 制作局     |
| 青森県         | 青森朝日放送（ABA）      | テレビ朝日系列 | 木曜 0:15 - 0:45（水曜深夜） | 同時ネット |
| 岩手県         | 岩手朝日テレビ（IAT）    | テレビ朝日系列 | 木曜 0:15 - 0:45（水曜深夜） | 同時ネット |
| 秋田県         | 秋田朝日放送（AAB）      | テレビ朝日系列 | 木曜 0:15 - 0:45（水曜深夜） | 同時ネット |
| 山形県         | 山形テレビ（YTS）        | テレビ朝日系列 | 木曜 0:15 - 0:45（水曜深夜） | 同時ネット |
| 新潟県         | 新潟テレビ21（UX）       | テレビ朝日系列 | 木曜 0:15 - 0:45（水曜深夜） | 同時ネット |
| 長野県         | 長野朝日放送（abn）      | テレビ朝日系列 | 木曜 0:15 - 0:45（水曜深夜） | 同時ネット |
| 静岡県         | 静岡朝日テレビ（SATV）   | テレビ朝日系列 | 木曜 0:15 - 0:45（水曜深夜） | 同時ネット |
| 石川県         | 北陸朝日放送（HAB）      | テレビ朝日系列 | 木曜 0:15 - 0:45（水曜深夜） | 同時ネット |
| 中京広域圏     | メ〜テレ（NBN）          | テレビ朝日系列 | 木曜 0:15 - 0:45（水曜深夜） | 同時ネット |
| 香川県・岡山県 | 瀬戸内海放送 （KSB）     | テレビ朝日系列 | 木曜 0:15 - 0:45（水曜深夜） | 同時ネット |
| 福岡県         | 九州朝日放送（KBC）      | テレビ朝日系列 | 木曜 1:15 - 1:45（水曜深夜） | 1時間遅れ  |
| 北海道         | 北海道テレビ（HTB）      | テレビ朝日系列 | 木曜 0:40 - 1:10（水曜深夜） | 遅れネット |
| 宮城県         | 東日本放送（KHB）        | テレビ朝日系列 | 火曜 0:51 - 1:21（月曜深夜） | 遅れネット |
| 近畿広域圏     | 朝日放送（ABC）          | テレビ朝日系列 | 水曜 1:26 - 1:56（火曜深夜） | 遅れネット |
| 広島県         | 広島ホームテレビ（HOME） | テレビ朝日系列 | 木曜 0:10 - 0:40（水曜深夜） | 遅れネット |
| 山口県         | 山口朝日放送（YAB）      | テレビ朝日系列 | 木曜 0:15 - 0:45（水曜深夜） | 遅れネット |
| 愛媛県         | 愛媛朝日テレビ（EAT）    | テレビ朝日系列 | 火曜 0:25 - 0:55（月曜深夜） | 遅れネット |
| 長崎県         | 長崎文化放送（NCC）      | テレビ朝日系列 | 木曜 1:10 - 1:50（水曜深夜） | 遅れネット |
| 熊本県         | 熊本朝日放送（KAB）      | テレビ朝日系列 | 木曜 1:10 - 1:40（水曜深夜） | 遅れネット |
| 大分県         | 大分朝日放送（OAB）      | テレビ朝日系列 | 木曜 1:15 - 1:45（水曜深夜） | 遅れネット |
| 鹿児島県       | 鹿児島放送（KKB）        | テレビ朝日系列 | 木曜 1:10 - 1:40（水曜深夜） | 遅れネット |
| 沖縄県         | 琉球朝日放送（QAB）      | テレビ朝日系列 | 木曜 0:15 - 0:45（水曜深夜） | 遅れネット |
| 鳥取県・島根県 | 日本海テレビ（NKT）      | 日本テレビ系列 | 火曜 0:34 - 1:04（月曜深夜） | 遅れネット |

- 福島放送を除くANNフルネット23局で放送されていた。

## 放送リスト
放送日はテレビ朝日（関東地区）での放送日。

## これまでのゲスト出演者

### 男性
あ
- 哀川翔
- 東幹久
- 天野ひろゆき（キャイ〜ン）
- アンガールズ（21回）
- アンタッチャブル（5回）
- アントキの猪木
- 板尾創路（3回）
- 板垣恵介
- 市川海老蔵
- 井ノ原快彦（V6）
- 今井翼（当時タッキー&翼）（2回）
- 芋洗坂係長
- インパルス（6回）
- 浦沢直樹
- ウルフルズ
- 遠藤章造（ココリコ）（3回）
- オードリー（3回）
- 岡田准一（V6）
- 岡野昭仁（ポルノグラフィティ）
- 小川直也

か
- Gackt（2回）
- 河口恭吾
- カリカ
- 関ジャニ∞
- 神奈月
- 木村拓哉（SMAP）（電話出演）
- 木村祐一（3回）
- キャイ〜ン
- 麒麟（2回）
- キングコング（8回）
- くまだまさし
- くりぃむしちゅー
- CHEMISTRY
- ケンドーコバヤシ（2回）
- ココリコ
- 国分太一（TOKIO）（電話での出演）
- 小島よしお（2回）

さ
- 坂本昌行（V6）
- 佐藤隆太
- サバンナ
- さまぁ〜ず
- 次長課長（2回）
- 品川庄司（2回）
- 嶋大輔
- 島田夫妻
- シャンプーハット
- 陣内智則（6回）

た
- タカアンドトシ（2回）
- 田中直樹（ココリコ）（3回）
- Wエンジン
- 玉山鉄二
- たむらけんじ（2回）
- 千原兄弟（2回）
- チュートリアル（17回）
- テツandトモ
- TKO（2回）
- 天津
- 堂本光一（KinKi Kids）（2回）
- ドランクドラゴン（2回）

な
- ナイツ
- 中川家（10回）
- 長野博（V6）
- 長瀬智也（TOKIO）（2回、内1回は電話出演）
- 中村獅童
- 南海キャンディーズ（3回）
- 西川貴教（T.M.Revolution）（3回）
- 西野亮廣（キングコング）（3回）
- ネゴシックス
- NON STYLE

は
- ハイキングウォーキング
- 博多華丸・大吉
- 間寛平
- バッファロー吾郎（3回）
- バナナマン（3回）
- 濱口優（よゐこ）（2回）
- 原口あきまさ
- はんにゃ
- 東国原英夫
- ヒロシ
- 藤井フミヤ
- FUJIWARA（8回）
- フットボールアワー
- ブラックマヨネーズ（4回）
- フルーツポンチ
- ペナルティ（2回）
- 細川茂樹
- ほっしゃん。（3回）
- 蛍原徹（雨上がり決死隊）
- ホリ

ま
- マギー審司
- 三谷幸喜
- 宮川大輔
- 三宅健（V6）
- 宮迫博之（雨上がり決死隊）
- 村上ショージ
- 森田剛（V6）

や
- 安田大サーカス
- 野性爆弾
- 山崎邦正
- 山田孝之
- ユースケ・サンタマリア（2回）
- U字工事
- よゐこ（4回）

ら
- レイザーラモンHG
- レギュラー
- ロバート（4回）

わ
- 笑い飯

### 女性
あ
- 相田翔子
- 秋山莉奈
- アジアン
- 麻生久美子
- 安達祐実
- 絢香
- 新垣結衣
- 池田夏希
- 石原さとみ（2回）
- 石原真理絵
- 磯野貴理子
- 市川由衣（3回）
- 伊藤裕子
- 稲森いずみ
- 井上和香（11回）
- 今井絵理子
- 今井りか
- 岩佐真悠子
- 上戸彩（4回）
- 上原さくら（2回）
- 上原多香子
- 内山理名（3回）
- 榮倉奈々
- 大沢あかね
- 大山のぶ代
- 岡本綾
- 奥菜恵（2回）
- 小倉優子（2回）
- オセロ

か
- 和希沙也
- 加藤夏希
- 加藤ローサ（5回）
- 金原ひとみ
- 華原朋美
- 川島海荷
- 川村ゆきえ（2回）
- 菅野美穂（3回）
- 菊川怜（3回）
- 北川景子
- 木下優樹菜
- 木村カエラ
- 木村佳乃
- 京野ことみ
- 国仲涼子
- 熊田曜子（9回）
- 黒川智花
- 黒木メイサ
- 黒谷友香（3回）
- クワバタオハラ
- KEIKO（globe）
- 小池栄子（12回）
- 国生さゆり
- 国分佐智子
- 小林聡美
- 小向美奈子

さ
- 財前直見（2回）
- 酒井彩名
- 酒井景都
- 酒井若菜（2回）
- 櫻井淳子
- 佐藤藍子
- 佐藤江梨子
- 佐藤和沙
- さとう珠緒（2回）
- 里田まい（9回）
- 篠原ともえ（2回）
- 篠原涼子（2回）
- 島谷ひとみ（2回）
- 釈由美子
- 杉本彩
- スザンヌ（2回）
- 鈴木杏（2回）
- 鈴木杏樹
- 鈴木紗理奈（20回）
- 須藤理彩
- SPEED
- 瀬戸朝香
- ソニン（3回）

た
- 高橋真唯
- 武内絵美（テレビ朝日アナウンサー）
- 竹内結子
- 谷村奈南
- 田丸麻紀
- 多部未華子（5回）
- 十朱幸代
- 堂真理子（テレビ朝日アナウンサー）
- ともさかりえ
- 戸田恵子
- 友近（6回）
- とよた真帆
- 鳥居みゆき
- DREAMS COME TRUE

な
- 中井美穂
- 中越典子
- 永作博美
- 仲里依紗
- 夏川純（4回）
- にしおかすみこ
- 西山茉希（2回）
- 根本はるみ

は
- はしのえみ（2回）
- 長谷川理恵
- 原沙知絵
- 原幹恵（3回）
- ハリセンボン（4回）
- はるな愛
- 東原亜希（4回）
- 雛形あきこ
- ビビアン・スー
- 平山あや（4回）
- HIROMIX
- 深田恭子（3回）
- 吹石一恵
- 藤井美菜
- 藤谷美和子
- 藤本美貴
- ベッキー（6回）
- 辺見えみり
- 北陽
- 星井七瀬
- ホリー・ヴァランス
- BoA
- 本上まなみ

ま
- 前田有紀（出演当時テレビ朝日アナウンサー）（2回:うち1回は鈴木紗理奈の代役（前述））
- まちゃまちゃ（2回）
- MAX
- 松たか子
- 松井絵里奈
- 松下奈緒
- 松嶋尚美
- 松本莉緒
- 眞鍋かをり（3回）
- 三浦理恵子
- 水川あさみ（2回）
- 水野美紀（2回）
- 水野裕子（2回）
- misono
- 南明奈（3回）
- 南沢奈央
- 三船美佳（2回）
- 宮地真緒
- 室井滋
- MEGUMI（2回）
- 持田香織（Every Little Thing）
- 本仮屋ユイカ
- 森三中（4回）

や
- 矢口真里（6回）
- 安めぐみ（3回）
- 安田美沙子（6回）
- 柳原可奈子（3回）
- 山口もえ（2回）
- 山崎真実（2回）
- 山下リオ
- 山田花子（2回）
- 山田優（2回）
- 山本梓
- YOU（20回）
- ユンソナ（2回）
- 吉岡美穂（3回）
- 吉川ひなの（2回）
- 米倉涼子（4回）

ら
- リア・ディゾン
- りょう
- 梨花

わ
- 若槻千夏（26回）
- 渡辺満里奈

## スタッフ
番組最後までお手伝いされたスタッフ・五十音順（担当者）
※五十音順（担当者）
- 荒川貴章（AD）
- 荒木拓志（カメラマン）
- 五十嵐陽（カメラマン）
- 石野貴（宣伝）
- 石毛雄己（カメラマン）
- 板垣恵介（漫画家）
- 猪瀬茂（VTR編集）
- 岩崎征四郎（AD）
- 遠藤ゆか（美術進行）
- 大形省一（MA）
- 大平真輝（メイク）
- 大村絵美子（アシスタントプロデューサー）
- 大山未来（AD）
- 興津豪乃（構成作家）
- 加藤朱美（CG）
- 梶山飛博（ディレクター）
- 粕谷弘樹（VE）
- 金澤弘道（美術）
- 金澤美保（編成）
- 狩野正明（チーフディレクター）
- 川跡友里（AD）
- 小池栄子
- 後藤龍幸（音声）
- 桜井亮
- 佐藤賢治（ナレーション）
- 佐藤信也（チーフプロデューサー）
- 清水克也（ゼネラルプロデューサー）
- 下恵子（番宣）
- そーたに（構成作家）
- 高橋洸一
- 高橋由佳（タイムキーパー）
- 舘田貴之（VTR編集）
- 田中卓志
- 樽井勝弘（編成）
- 戸山善裕（音声）
- 中島浩司（プロデューサー）
- 坂本あかり（番宣）
- 西田幸大
- 西村裕明（編成）
- 波多野精二（音効）
- 林雄一郎（プロデューサー）
- 引地夏規（ディレクター）
- 福田雄一（構成作家）
- 藤井智久（チーフプロデューサー）
- 藤沢浩一（ディレクター）
- 船引貴史（ディレクター）
- 星野敬子（デスク）
- 真木大輔（ディレクター）
- 松本真一（構成作家）
- 宮田奈苗（編成）
- 明官充（VTR編集）
- 目野智子（音声）
- 村上弓（番宣）
- 森田まさのり（タイトルアニメーションのイラスト）
- 柳沼修（VE）
- 藪田早加
- 山谷隆（構成作家）
- 山根良顕
- 横井勝（CG）
- 渡井祐貴（AD）
- 渡辺奈央（スタイリスト）
- 綿貫冬樹（美術）

## テーマ曲
- 初代 ジミ・ヘンドリックス 「Can You See Me」（番組開始 - 2008年10月22日）
- 2代目 ENDLICHERI☆ENDLICHERI 「ENDLICHERI☆ENDLICHERI」（2008年10月29日 - 2009年4月15日）
- 3代目 剛紫 「NIPPON」（アルバム『美 我 空 - ビ ガ ク 〜 my beautiful sky』に収録）（2009年4月22日 - 番組終了まで）